# Scopula silonaria
Scopula silonaria är en fjärilsart som beskrevs av Achille Guenée 1858. Scopula silonaria ingår i släktet Scopula och familjen mätare. Inga underarter finns listade.